# Arisztomenész
Alüzeiai Arisztomenész (vagy Akarnaniai Arisztomenész; Ἀριστομένης) a ptolemaida kori Egyiptom régense V. Ptolemaiosz kiskorú uralkodó idején.
Menneász fia, Arisztomenész az ókori Görögországban lévő Akarnaniában lévő Alüzeia városában született. I. e. 216 után költözött Egyiptomba, és 204/203 körül Nagy Sándor papja lett. 201-ben váltotta Tlépolemoszt a régensi pozícióban. 197/196 körül a tizenkét éves Ptolemaiosz átvette az irányítást az ország fölött, de Arisztomenész a főminisztere maradt; ő töltötte be ezt a pozíciót a Rosette-i kövön fennmaradt memphiszi dekrétum kibocsátásakor, 196 márciusában is. 192-ben ismeretlen okokból kegyvesztetté vált.

## Fordítás
- Ez a szócikk részben vagy egészben  az   Aristomenes of of Alyzeia című angol Wikipédia-szócikk ezen változatának fordításán alapul.  Az eredeti cikk szerkesztőit annak laptörténete sorolja fel. Ez a jelzés csupán a megfogalmazás eredetét és a szerzői jogokat jelzi, nem szolgál a cikkben szereplő információk forrásmegjelöléseként.